# EuroTour Cycling
EuroTour Cycling es un videojuego de ciclismo para ordenador desarrollado por la empresa española Dinamic Multimedia que salió a la venta a principios de 2001.
El jugador se convertía en el director de un equipo ciclista, debiendo desempeñar las tareas de tal cargo: decidir las carreras en las que participaría cada corredor, diseñar los planes de entrenamiento, asignar roles en carrera, fichar, vender o renovar ciclistas y decidir sobre transporte y alojamiento.
Debido a problemas de licencia, el juego no pudo contar con los nombres reales de equipos y corredores, poniendo en su lugar nombres ficticios similares (Ermstrung en lugar de Armstrong o Tilikum en vez de Telekom).
Las carreras se disputaban sin participación activa del jugador, salvo en el caso de las tres grandes vueltas: Giro de Italia, Tour de Francia y Vuelta a España. En ese caso podía hacerse un seguimiento de la carrera en tiempo real o acelerado, dando órdenes y decidiendo el momento del avituallamiento a través de una retransmisión en 3D con los comentarios del exciclista y comentarista televisivo Pedro Delgado.
Tuvo varias actualizaciones, entre oficiales (hasta el cierre de la compañía desarrolladora) y no oficiales (creadas por aficionados al juego, y difundidas a través de internet).

## Recepción
La página web especializada Meristation le otorgó un 7 sobre 10, mientras que la media de las valoraciones de sus lectores es de 6,1.

## Actualizaciones

### Oficial
En junio de 2001 Dinamic Multimedia sacó un parche de actualización que incluía, además de algunas mejoras generales, la posibilidad de disputar con el simulador tridimensional, además de las tres grandes vueltas, ocho pruebas más: cinco pruebas de la Copa del Mundo (cuatro de los cinco monumentos más la Clásica de San Sebastián) y tres vueltas por etapas (París-Niza, Tour de Romandía y Vuelta a Burgos).
En octubre de ese año la empresa anunció su cierre, concluyendo así la fabricación y soporte de sus productos.

### No oficiales
Algunos seguidores del juego desarrollaron actualizaciones no oficiales, poniendo al día su base de datos y ampliando sus posibilidades. La web eurotoursite.com destacó en ese ámbito, poniendo a disposición del público una de las principales actualizaciones, conocida como 2004 Edition.